# Sidki Subhi
Sidki Subhi (arab. ‏صدقى صبحى سيد أحمد‎, ur. 12 grudnia 1955 w Al-Minufijji) – egipski wojskowy, głównodowodzący egipskich sił zbrojnych od 26 marca 2014, minister obrony Egiptu od 26 marca 2014 do 14 czerwca 2018.

## Życiorys
W 1976 ukończył akademię wojskową w Kairze, dziesięć lat później uzyskał stopień magistra nauk wojskowych. W latach 2004–2005 kształcił się na studiach podyplomowych w United States Army War College, uzyskując magisterium w dziedzinie studiów strategicznych. Służył w egipskiej Trzeciej Armii, dochodząc do stanowiska jej naczelnego dowódcy w 2009.
W sierpniu 2012, gdy prezydent Egiptu Muhammad Mursi zdymisjonował ministra obrony marszałka Muhammada Husajna Tantawiego i zastąpił go gen. Abd al-Fattahem as-Sisim, Subhi uzyskał awans na stopień generała porucznika i został szefem sztabu armii egipskiej. Blisko współpracował z as-Sisim w czasie protestów w Egipcie wiosną i latem 2013, zakończonych zamachem stanu odsuwającym Mursiego od władzy. Faktyczną władzę w kraju przejęło wówczas wojsko na czele z as-Sisim.
26 marca 2014 Abd al-Fattah as-Sisi ogłosił odejście z wojska oraz z ministerstwa obrony, by móc wziąć udział w wyborach prezydenckich planowanych na czerwiec 2014. W tym samym dniu Sidki Subhi otrzymał awans na generała pułkownika i wszedł do rządu Ibrahima Mahlaba jako nowy minister obrony. Zachował stanowisko po rekonstrukcji rządu w czerwcu 2014.